# Чарльз Лоуренс (офіцер британської армії)
Бригадний генерал Чарльз Лоуренс (14 грудня 1709 — 19 жовтня 1760) британський військовий офіцер, який, будучи віце-губернатором, а згодом губернатором Нової Шотландії, найбільш відомий тим, що наглядав за вигнанням акадійців і поселенням плантаторів Нової Англії в Новій Шотландії. Народився в Плімуті, Англія, помер у Галіфаксі, Нова Шотландія. За словами історика Елізабет Гріффітс, Лоуренса вважали «компетентним», «ефективним» офіцером із «послужним списком, який приніс йому досить швидке підвищення, людиною значного адміністративного таланту, якій довіряли як Корнуолліс, так і Хопсон». Він похований у крипті церкви Святого Павла (Галіфакс).

## Рання кар'єра
Лоуренс народився в Плімуті (Девон) 14 грудня 1709 року. Унаслідував кар'єру свого батька, генерала Чарльза Джона Лоуренса, який служив у Фландрії під керівництвом Джона Черчилля, 1-го герцога Мальборо.
Юність Чарльза Лоуренса невідома. Його призвали в 11-й піхотний полк і він служив у Вест-Індії з 1733 по 1737 рік. Потім служив у військовому відомстві. Він отримав звання лейтенанта в 1731 році, а потім капітана в 1745 році. Він був поранений під час служби в 54-му піхотному полку в битві при Фонтенуа в 1745 році 

## Війна отця Ле Лутра

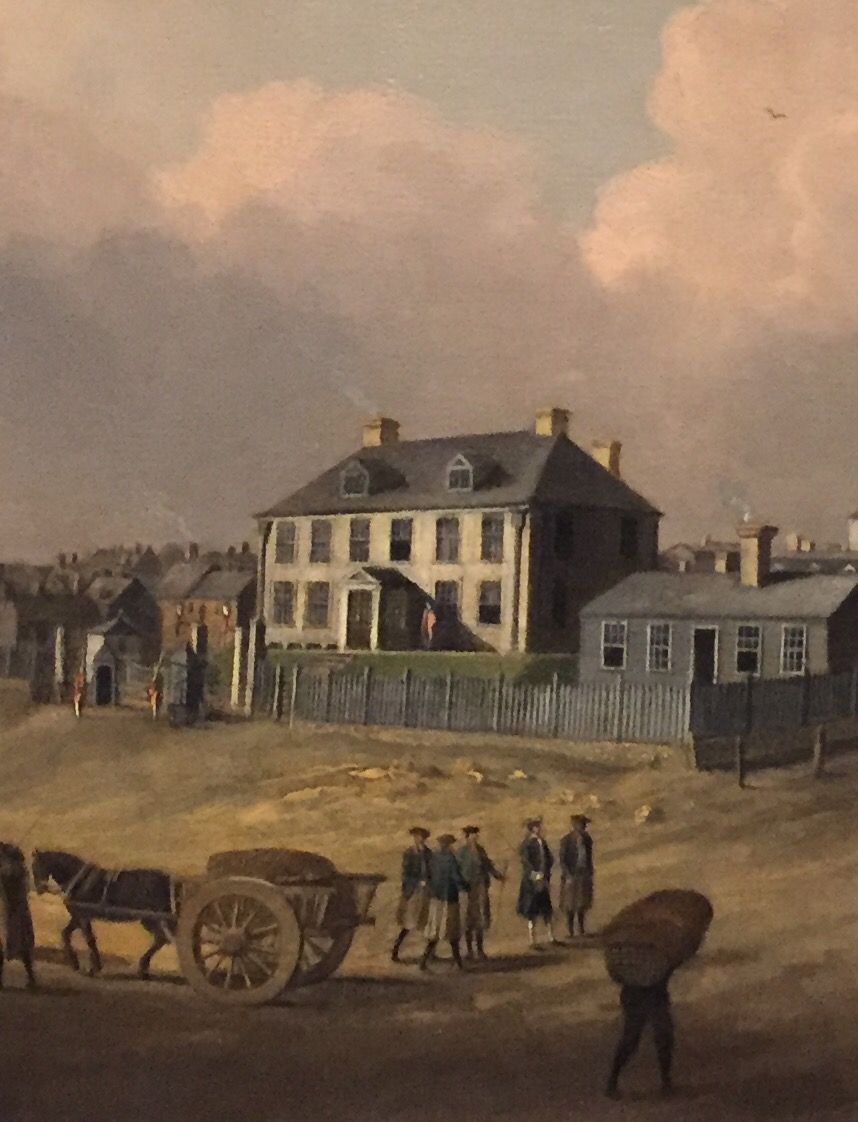
Резиденція губернатора Лоуренса (1749 р. побудови)

Під час війни отця Ле Лутра в 1749 році він знову перевівся до 40-го піхотного полку. Брав участь у битві при Чиньекто (1749), а потім побудував форт Лоуренс на південному березі річки Міссагуаш восени 1750 року, і того ж року отримав звання підполковника. У 1753 році він керував поселенням іноземних протестантів у Луненбурзі, Нова Шотландія, і придушив там повстання поселенців.  Лоуренс мобілізував рейнджерів, щоб запобігти акадійському виходу, а також боротися з мікмаками.

## Франко-індійська війна

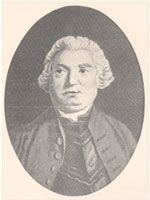
Губернатор Лоуренс (1753)

Під час франко-індіанської війни разом із губернатором Массачусетсу Вільямом Ширлі він допоміг зібрати сили для битви при форті Босежур 16 червня 1755 року. Він написав наказ про депортацію та організував різні кампанії вигнання акадців, починаючи з кампанії в затоці Фанді (1755) . Після місцевого рейду на Луненбург (1756) він призначив нагороду за скальпи місцевих чоловіків.
Лоуренс замовив кілька озброєних патрульних кораблів для патрулювання узбережжя Нової Шотландії у складі морської піхоти провінції, включаючи десятигарматну бригантину "Монтегю" в 1759 році.
Будучи губернатором Нової Шотландії, Лоуренс спостерігав заселення акадських земель плантаторами Нової Англії . У 1757 році Лоуренс отримав звання бригадного генерала і командував однією з трьох дивізій під час успішної облоги французької фортеці Луїсбург на Іль-Руаялі (острів Кейп-Бретон) у 1758 році.
Кажуть, що він помер від пневмонії в 1760 році в Галіфаксі, Нова Шотландія, і похований під церквою Святого Павла (Галіфакс) .

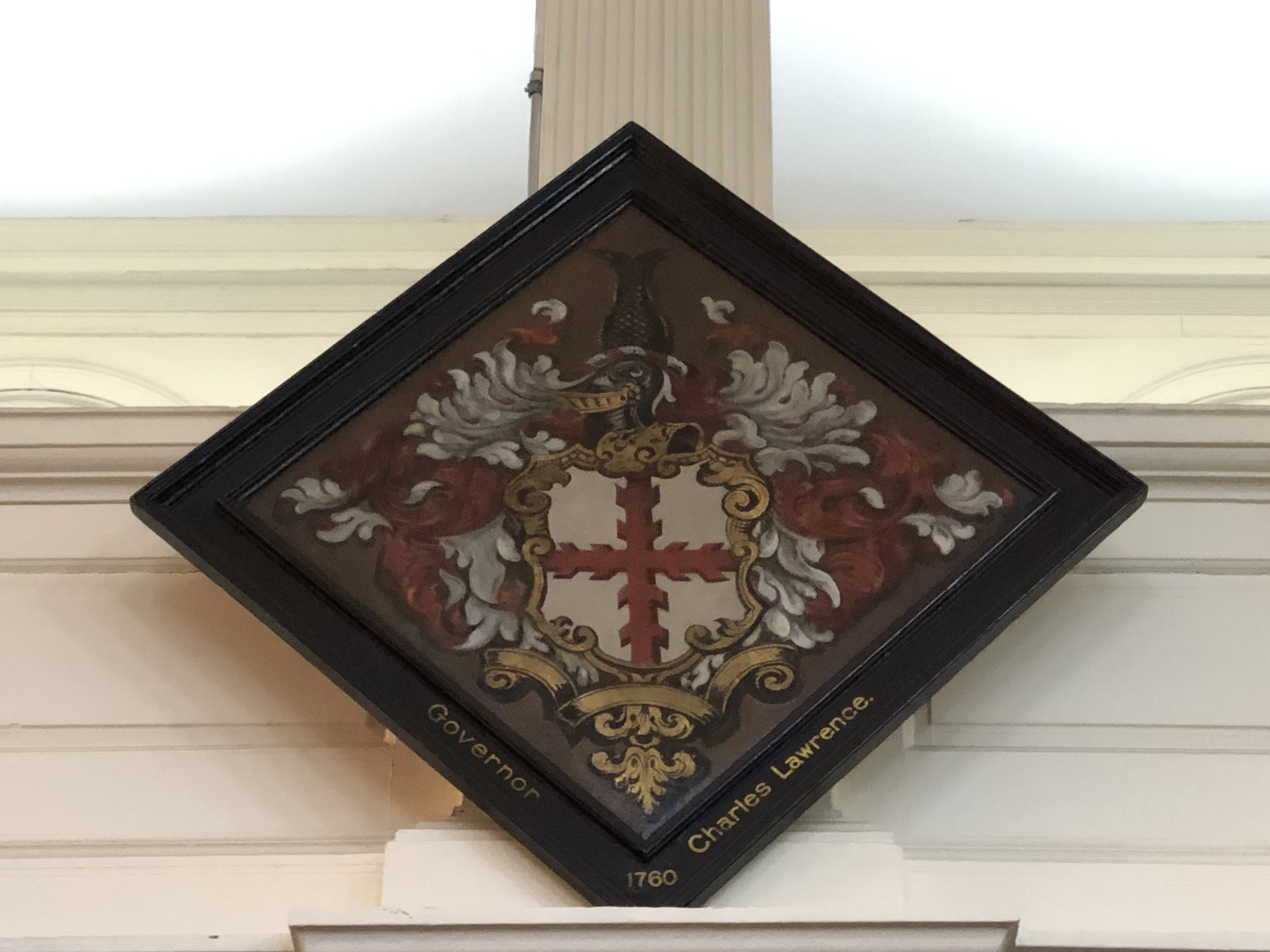
Люк Чарльза Лоуренса, церква Святого Павла, Галіфакс, Нова Шотландія

За словами його біографа Домініка Грема,
Посилаючись на пам’ятник, встановлений на честь Лоуренса в церкві Святого Павла, Галіфакс, щоб вказати на популярність покійного губернатора, Белчер написав: «У сенсі вдячності за його прихильність і заслуги остання данина, яку можна було віддати його пам’яті, була одноголосно проголосована Генеральна Асамблея на своєму першому засіданні після сумної смерті покійного губернатора». Ці співчутливі зауваження сучасника, з яким Лоуренс іноді був у суперечках, і згадані вище міркування слід поставити на чашу терезів проти поглядів істориків, які засуджують його за нелюдське ставлення до акадців.

## Спадщина
- Він є тезкою Форт-Лоуренс, Нова Шотландія та Лоурентаун, Нова Шотландія, Лоуренс-Стріт у Луненбурзі
- тезка британського капера <i id="mwbA">Лоуренса</i>[7]